# 林忠英
林 忠英（はやし ただふさ）は、江戸時代後期の旗本、譜代大名。将軍徳川家斉の寵臣として若年寄にすすみ、上総貝淵藩の初代藩主となった。

## 生涯
明和2年（1765年）、旗本・林忠篤（3000石）の長男として生まれる。天明元年（1781年）4月、小納戸。天明7年（1787年）に第11代将軍に就任した家斉の寵愛を受けて小姓役を務めた。寛政元年（1789年）、従五位下出羽守に叙任。
寛政8年（1796年）7月3日に家督を相続する。寛政9年（1797年）2月に小姓頭取、享和元年（1801年）には小姓番組頭格・御用取次見習、文化元年（1804年）に御側御用取次など、数々の幕府要職を歴任した。文化10年（1813年）12月に1000石、さらに文政5年（1822年）3月には3000石を加増される。
文政8年（1825年）4月には若年寄、勝手掛・表大奥に任じられ、新たに3000石を加増されて計1万石を領し大名に列した。天保5年（1834年）12月に3000石、天保10年（1839年）3月には江戸城修築などの功により5000石を加増され、計1万8000石を領する。しかし、天保12年（1841年）1月に将軍家斉が死去すると、第12代将軍家慶や老中水野忠邦の粛清を受け、4月17日に8000石召し上げ、さらに若年寄を罷免されて失脚した。同年7月には、老齢を理由に強制隠居となり、家督を次男の忠旭に譲った。
弘化2年（1845年）5月8日に死去した。享年81。

## 系譜
父母
- 林忠篤（父）
- 水野勝前の養女 ー 植村恒朝の娘（父）

正室
- 神保茂清の娘

子女
- 林忠起
- 林忠旭（次男）
- 林忠交（四男）
- 中野晴茂の養女